# ألتا فينداتا
التعليمات الدائمة للآلتا فينداتا (تعرف عادةً باسم التا فينداتا، وتعبير أيطالي يعني «البيع الكبير») هي وثيقة نُشرت أصلاً باللغة الإيطالية في عام 1859، ويُزعم أنها أنتجها أعلى محفل في الكانبوناري الإيطالي وكتبه «بيغولو تيغري» («النمر الصغير»)، والتي وفقًا لجورج ف. ديلون، كان من المفترض أنه اسم مستعار لأحد الماسونيين اليهود.
تتناول الوثيقة خطة ماسونية مزعومة للتسلل إلى الكنيسة الكاثوليكية ونشر الأفكار الليبرالية داخلها. كان لدى الكاربوناري أوجه تشابه قوية مع الماسونية وبالتالي فإن الوثيقة ينظر إليها على أنها وثيقة ماسونية. في القرن التاسع عشر، طلب البابا بيوس التاسع والبابا ليو الثالث عشر نشرها. تم نشره لأول مرة من قبل جاك كريتينو جولي في كتابه «الكنيسة الرومانية بمواجة الثورة» (بالفرنسية: L'Église romaine en face de la Révolution) في عام 1859. وقد نشهرها في العالم الناطق باللغة الإنجليزية المونسنيور جورج ف. ديلون في عام 1885 مع كتابه «الحرب ضد المسيح مع الكنيسة والحضارة المسيحية».
لا يزال يتم توزيعها من قبل العديد من الكاثوليك التقليديين والعصبيين، الذين يعتقدون أنه يصف بدقة التغييرات في الكنيسة في فترة ما بعد الفاتيكان الثانية.

## مختصر المحتوى
تبداء المخطوطة بتوضيح أن تحقيق هذه المهمة ستأخذ عقود من الزمن. والهدف من هذا المخطط هو إدخال الأفكار المتحررة إلى الكنيسة الكاثوليكية وداخل مؤسساتها بسلاسة من خلال جعل العلمانيين ورجال الدين يقتنعون بالأفكار التحررية ويقوموا بتطبيقها من الداخل بشكل طبيعي وبإرادتهم وعبر سنوات. ومع مرورالوقت، سيصبح هناك قساوسة ورجال دين ومطارنة سيتبؤون المناصب وهم على اقتناع بالأفكار التقدمية التي طرحتها الثورة الفرنسية مثل الحرية الإنسانية، مباديء 1789 التي تدعوا إلى التعددية الدينية، المساواة بين الأديان وفصل الدين عن الكنيسة. وفي النهاية، سيتم انتخاب بابا من هؤلاء الأشخاص ليقود الكنيسة على طريق التنوير والتجديد. وعندها، سيتوقف القادة الكاثولية عن رفض الأفكار الجديدة وهو ما اعتادوا عليه منذ عام 1789، بل ادخالها في القانون الكنسي الكاثوليكي.

## روابط خارجية
- النص الإيطالي الأصلي هنا (# II. في الصفحة)